# Vic Buckingham
Victor Frederick Buckingham (Greenwich, 23 ottobre 1915 – Chichester, 26 gennaio 1995) è stato un calciatore e allenatore di calcio inglese, di ruolo centrocampista. Entra nell'academy del Tottenham Hotspur disputando la prima stagione con la squadra satellite del Northfleet United nel 1934 e rientrando nei ranghi degli Spurs, allora in Seconda Divisione, dalla stagione successiva: giocherà nel ruolo di "wing-half" con spiccate attitudine difensive.
Nel 1949 smette di giocare ed intraprende la carriera di allenatore ad Oxford: i suoi primi risultati sono alla guida della Pegasus - la squadra composta dagli studenti universitari di Cambridge e Oxford – con cui vince la FA Amateur Cup nel 1951 nella finale di Wembley contro il Bishop Auckland.
Il successo ed il gioco frizzante "push-and-run" gli assicurano la panchina del Bradford Park Avenue nel 1951 e, dopo alcuni buoni piazzamenti in Terza Divisione North, la chiamata del West Bromwich Albion nella massima serie inglese: nel 1954 sfiora il "double" vincendo la FA Cup e fermandosi al secondo posto in campionato.
Nel 1959 vive la sua prima esperienza all'estero, chiamato dall'Ajax. Con gli olandesi vince l'Eredivisie al primo tentativo, disputa la successiva Coppa dei Campioni, ma deve lasciare per motivi personali prima del termine della stagione 1960-61, accettando di subentrare a due giornate dalla fine alla guida del Sheffield Wednesday.
Nelle successive tre annate colleziona tre sesti posti in Prima Divisione ma è allontanato nell'aprile del 1964, pochi giorni prima che diventi di dominio pubblico lo scandalo delle scommesse che coinvolge tre suoi atleti (rei di aver venduto almeno una partita del 1962 contro l'Ipswich Town). Lui non sembra direttamente coinvolto, ma non mancano accuse ad una disciplina troppo blanda nello spogliatoio.
Ritorna dunque all'Ajax ma con esiti disastrosi: la squadra langue in fondo alla classifica e colleziona figuracce. A novembre l'unica luce è il debutto del diciassettenne Johan Cruijff; a gennaio 1965 il suo posto è affidato a Rinus Michels e fa ritorno in Inghilterra per cercare di salvare i londinesi del Fulham. L'impresa riesce fino al 1968.
Nel 1968 prima chiamata in Grecia, al Pireo, sponda Ethnikos.
Nel 1969 arriva la grande occasione di risollevare le sorti del Barcellona: nel 1970-71 contende al Valencia di Di Stéfano la Liga (che perde all'ultima giornata per gli scontri diretti) e la Copa del Generalísimo (che vince). Il successo non gli evita un'altra "staffetta" con Rinus Michels, fresco campione d'Europa con l'Ajax.
In Spagna allena anche il Siviglia, dal febbraio 1972, ma non riesce ad evitare la retrocessione.
Nel 1973 ritorna all'Ethnikos Pireo. Ottima annata il 1974-75: è primo - imbattuto - al giro di boa e il suo centravanti Roberto Calcadera segna a raffica (sarà capocannoniere con 20 reti assieme ad Antoniadis del Panathinaikos). Finisce al quarto posto meritandosi la chiamata dei campioni, i rivali del Pireo dell'Olympiacos.

## Statistiche d'allenatore
In grassetto le competizioni vinte.
| Stagione                    | Squadra                     | Campionato                  | Campionato | Campionato | Campionato | Campionato | Coppe nazionali | Coppe nazionali | Coppe nazionali | Coppe nazionali | Coppe nazionali | Coppe continentali | Coppe continentali | Coppe continentali | Coppe continentali | Coppe continentali | Altre coppe | Altre coppe | Altre coppe | Altre coppe | Altre coppe | Totale | Totale | Totale | Totale | Vittorie % | Piazzamento        |
| Stagione                    | Squadra                     | Comp                        | G          | V          | N          | P          | Comp            | G               | V               | N               | P               | Comp               | G                  | V                  | N                  | P                  | Comp        | G           | V           | N           | P           | G      | V      | N      | P      | %          | Piazzamento        |
| --------------------------- | --------------------------- | --------------------------- | ---------- | ---------- | ---------- | ---------- | --------------- | --------------- | --------------- | --------------- | --------------- | ------------------ | ------------------ | ------------------ | ------------------ | ------------------ | ----------- | ----------- | ----------- | ----------- | ----------- | ------ | ------ | ------ | ------ | ---------- | ------------------ |
| 1951-1952                   | Bradford PA                 | TDN                         | 46         | 19         | 12         | 15         | FACup           | 5               | 3               | 1               | 1               | -                  | -                  | -                  | -                  | -                  | -           | -           | -           | -           | -           | 51     | 22     | 13     | 16     | 43,14      | 8º                 |
| 1952-1953                   | Bradford PA                 | TDN                         | 46         | 19         | 12         | 15         | FACup           | 2               | 1               | 0               | 1               | -                  | -                  | -                  | -                  | -                  | -           | -           | -           | -           | -           | 48     | 20     | 12     | 15     | 41,67      | 7º                 |
| Totale Bradford Park Avenue | Totale Bradford Park Avenue | Totale Bradford Park Avenue | 92         | 38         | 24         | 30         |                 | 7               | 4               | 1               | 2               |                    | -                  | -                  | -                  | -                  |             | -           | -           | -           | -           | 99     | 42     | 25     | 32     | 42,42      |                    |
| 1953-1954                   | West Bromwich               | FD                          | 42         | 22         | 9          | 11         | FACup           | 6               | 6               | 0               | 0               | -                  | -                  | -                  | -                  | -                  | -           | -           | -           | -           | -           | 48     | 28     | 9      | 11     | 58,33      | 2º                 |
| 1954-1955                   | West Bromwich               | FD                          | 42         | 16         | 8          | 18         | FACup           | 2               | 1               | 0               | 1               | -                  | -                  | -                  | -                  | -                  | CS          | 1           | 0           | 1           | 0           | 45     | 17     | 9      | 19     | 37,78      | 17º                |
| 1955-1956                   | West Bromwich               | FD                          | 42         | 18         | 5          | 19         | FACup           | 3               | 2               | 0               | 1               | -                  | -                  | -                  | -                  | -                  | -           | -           | -           | -           | -           | 45     | 20     | 5      | 20     | 44,44      | 13º                |
| 1956-1957                   | West Bromwich               | FD                          | 42         | 14         | 14         | 14         | FACup           | 9               | 4               | 4               | 1               | -                  | -                  | -                  | -                  | -                  | -           | -           | -           | -           | -           | 51     | 18     | 18     | 15     | 35,29      | 11º                |
| 1957-1958                   | West Bromwich               | FD                          | 42         | 18         | 14         | 10         | FACup           | 7               | 3               | 3               | 1               | -                  | -                  | -                  | -                  | -                  | -           | -           | -           | -           | -           | 49     | 21     | 17     | 11     | 42,86      | 4º                 |
| 1958-1959                   | West Bromwich               | FD                          | 42         | 18         | 13         | 11         | FACup           | 3               | 2               | 0               | 1               | -                  | -                  | -                  | -                  | -                  | -           | -           | -           | -           | -           | 45     | 20     | 13     | 12     | 44,44      | 5º                 |
| Totale West Bromwich        | Totale West Bromwich        | Totale West Bromwich        | 252        | 106        | 63         | 83         |                 | 30              | 18              | 7               | 5               |                    | -                  | -                  | -                  | -                  |             | 1           | 0           | 1           | 0           | 283    | 124    | 71     | 88     | 43,82      |                    |
| 1959-1960                   | Ajax                        | E                           | 34         | 22         | 6          | 6          | -               | -               | -               | -               | -               | -                  | -                  | -                  | -                  | -                  | -           | -           | -           | -           | -           | 34     | 22     | 6      | 6      | 64,71      | 1º                 |
| 1960-mag. 1961              | Ajax                        | E                           | 29         | 20         | 5          | 4          | CO              | 5               | 3               | 1               | 1               | CC                 | 2                  | 0                  | 1                  | 1                  | -           | -           | -           | -           | -           | 36     | 23     | 7      | 6      | 63,89      | 2º                 |
| 1961-1962                   | Sheffield Weds              | FD                          | 42         | 20         | 6          | 16         | FACup           | 4               | 2               | 1               | 1               | -                  | -                  | -                  | -                  | -                  | -           | -           | -           | -           | -           | 46     | 22     | 7      | 17     | 47,83      | 6º                 |
| 1962-1963                   | Sheffield Weds              | FD                          | 42         | 19         | 10         | 13         | FACup           | 3               | 1               | 1               | 1               | -                  | -                  | -                  | -                  | -                  | -           | -           | -           | -           | -           | 45     | 20     | 11     | 14     | 44,44      | 6º                 |
| 1963-mar. 1964              | Sheffield Weds              | FD                          | 31         | 15         | 6          | 10         | FACup           | 1               | 0               | 0               | 1               | -                  | -                  | -                  | -                  | -                  | -           | -           | -           | -           | -           | 32     | 15     | 6      | 11     | 46,88      | Dimesso            |
| Totale Sheffield Weds       | Totale Sheffield Weds       | Totale Sheffield Weds       | 115        | 54         | 22         | 39         |                 | 8               | 3               | 2               | 3               |                    | -                  | -                  | -                  | -                  |             | -           | -           | -           | -           | 123    | 57     | 24     | 42     | 46,34      |                    |
| mar.-giu. 1964              | Ajax                        | E                           | 11         | 4          | 2          | 5          | CO              | 2               | 1               | 0               | 1               | -                  | -                  | -                  | -                  | -                  | -           | -           | -           | -           | -           | 13     | 5      | 2      | 6      | 38,46      | 5º                 |
| 1964-gen. 1965              | Ajax                        | E                           | 18         | 6          | 3          | 9          | CO              | 1               | 0               | 0               | 1               | -                  | -                  | -                  | -                  | -                  | -           | -           | -           | -           | -           | 45     | 29     | 9      | 7      | 64,44      | Dimesso            |
| Totale Ajax                 | Totale Ajax                 | Totale Ajax                 | 92         | 52         | 16         | 24         |                 | 7               | 4               | 1               | 2               |                    | 2                  | 0                  | 1                  | 1                  |             | -           | -           | -           | -           | 101    | 56     | 18     | 27     | 55,45      |                    |
| gen.-giu. 1965              | Fulham                      | FD                          | 15         | 5          | 4          | 6          | -               | -               | -               | -               | -               | -                  | -                  | -                  | -                  | -                  | -           | -           | -           | -           | -           | 15     | 5      | 4      | 6      | 33,33      | 20º                |
| 1965-1966                   | Fulham                      | FD                          | 42         | 14         | 7          | 21         | FACup+FLC       | 1+4             | 0+2             | 0+1             | 1+1             | -                  | -                  | -                  | -                  | -                  | -           | -           | -           | -           | -           | 47     | 16     | 8      | 23     | 34,04      | 20º                |
| 1966-1967                   | Fulham                      | FD                          | 42         | 11         | 12         | 19         | FACup+FLC       | 3+3             | 1+2             | 1+0             | 1+1             | -                  | -                  | -                  | -                  | -                  | -           | -           | -           | -           | -           | 48     | 14     | 13     | 21     | 29,17      | 18º                |
| 1967-1968                   | Fulham                      | FD                          | 23         | 5          | 4          | 14         | FACup+FLC       | 3+6             | 1+3             | 1+2             | 1+1             | -                  | -                  | -                  | -                  | -                  | -           | -           | -           | -           | -           | 32     | 9      | 7      | 16     | 28,13      | Esonerato          |
| Totale Fulham               | Totale Fulham               | Totale Fulham               | 122        | 35         | 27         | 60         |                 | 20              | 9               | 5               | 6               |                    | -                  | -                  | -                  | -                  |             | -           | -           | -           | -           | 142    | 44     | 32     | 66     | 30,99      |                    |
| lug.-dic. 1968              | Ethnikos Pireo              | AE                          | ?          | ?          | ?          | ?          | KE              | 2               | 2               | 0               | 0               | -                  | -                  | -                  | -                  | -                  | -           | -           | -           | -           | -           | 2      | 2      | 0      | 0      | 100,00&    | Esonerato          |
| gen.-giu. 1970              | Barcellona                  | PD                          | 14         | 7          | 5          | 2          | CS              | 6               | 2               | 1               | 3               | CdF                | 2                  | 0                  | 1                  | 1                  | -           | -           | -           | -           | -           | 22     | 9      | 7      | 6      | 40,91      | 4º                 |
| 1970-1971                   | Barcellona                  | PD                          | 30         | 19         | 5          | 6          | CS              | 9               | 5               | 2               | 2               | CdF                | 4                  | 2                  | 0                  | 2                  | -           | -           | -           | -           | -           | 43     | 26     | 7      | 10     | 60,47      | 2º                 |
| Totale Barcellona           | Totale Barcellona           | Totale Barcellona           | 44         | 26         | 10         | 8          |                 | 15              | 7               | 3               | 5               |                    | 6                  | 2                  | 1                  | 3                  |             | -           | -           | -           | -           | 65     | 35     | 14     | 16     | 53,85      |                    |
| mar.-giu. 1972              | Siviglia                    | PD                          | 11         | 2          | 3          | 6          | CS              | 2               | 0               | 1               | 1               | -                  | -                  | -                  | -                  | -                  | -           | -           | -           | -           | -           | 13     | 2      | 4      | 7      | 15,38      | 16º, Retrocessione |
| lug.-set. 1972              | Siviglia                    | SD                          | 4          | 2          | 2          | 0          | -               | -               | -               | -               | -               | -                  | -                  | -                  | -                  | -                  | -           | -           | -           | -           | -           | 4      | 2      | 2      | 0      | 50,00      | Esonerato          |
| Totale Siviglia             | Totale Siviglia             | Totale Siviglia             | 15         | 4          | 5          | 6          |                 | 2               | 0               | 1               | 1               |                    | -                  | -                  | -                  | -                  |             | -           | -           | -           | -           | 17     | 4      | 6      | 7      | 23,53      |                    |
| 1975-1976                   | Olympiacos                  | AE                          | 30         | 16         | 9          | 5          | KE              | 6               | 4               | 2               | 0               | CC                 | 2                  | 0                  | 1                  | 1                  | -           | -           | -           | -           | -           | 38     | 20     | 14     | 8      | 52,63      | 3º                 |
| 1979-1980                   | Rodos                       | AE                          | 34         | 5          | 9          | 20         | KE              | 1               | 0               | 0               | 1               | -                  | -                  | -                  | -                  | -                  | -           | -           | -           | -           | -           | 35     | 5      | 9      | 21     | 14,29      | 20º, Retrocessione |
| Totale carriera             | Totale carriera             | Totale carriera             | 796+       | 336+       | 185+       | 275+       |                 | 96              | 49              | 22              | 25              |                    | 10                 | 2                  | 3                  | 5                  |             | 1           | 0           | 1           | 0           | 903    | 389    | 211    | 305    | 43,08      |                    |

## Palmarès

### Allenatore

#### Club

##### Competizioni nazionali
- Coppa d'Inghilterra: 1

West Bromwich: 1953-1954
- Charity Shield: 1

West Bromwich: 1954
- Campionato olandese: 1

Ajax: 1959-1960
- Coppa di Spagna: 1

Barcellona: 1970-1971